# Грегорио Барбариго
Грегорио Барбариго (на италиански: Gregorio Barbarigo) е венециански кардинал, канонизиран от Католическата църква. Паметта му се чества на 18 юни.

## Биография
Грегорио Барбариго от известната фамилия Барбариго се ражда в семейния дворец във Венеция. Баща му е сенатор Джовани Барбариго, майка му умира от чума, когато Грегорио е шестгодишен.
Получава най-доброто за времето си образование, изучава право, древни и съвременни езици, математика, астрономия, философия, география и музика, тъй като се предполага, че подобно на мнозина други представители на знатния му род ще избере кариера на дипломат.
През 1643 г. юношата става секретар и помощник на посланик Алвизе Контарини, изпратен да води мирни преговори в Мюнстер от името на Венеция, които по-късно оформят Вестфалския мирен договор. Там Барбариго се запознава с папския нунций Фабио Киджи (бъдещия папа Александър VII) и това оказва решаващо влияние върху избора му на кариера в църквата. След завръщането си в Италия Барбариго защитава докторска дисертация в университета в Падуа, но продължава да мечтае за църковна дейност.
На 21 декември 1655 г. е ръкоположен за свещеник, след което е повикан в Рим от своя приятел папа Александър VII. От май 1656 до август 1657 г. в Рим върлува чума, но Барбариго не напуска града и утешава населението, грижи се за болните и погребва починалите. Това му спечелва голямата признателност на римските граждани.
През юли 1657 г. Барбариго е ръкоположен за епископ на Бергамо. На 5 април 1660 г. става кардинал. Развива просветителска дейност сред свещениците, реформира семинариите в Падуа и Бергамо, основава библиотека и типография в Падуа. За да купи сграда, в която да се премести обновената падуанска семинария, продава семейни скъпоценности.
Грегорио Барбариго умира в Падуа на 18 юни 1697 г. Папа Йоан XXIII го канонизира на 26 май 1960 г.